# 합천경찰서
합천경찰서(陜川警察署, Hapcheon Police Station)는 경상남도지방경찰청이 관할하는 경찰서 중 하나이다. 경상남도 합천군 일대를 관할한다. 경상남도 합천군 합천읍 황강체육공원로 67에 위치하고 있다.
서장은 총경으로 보한다.

## 기본 정보
- 주소: 경상남도 합천군 합천읍 황강체육공원로 67
- 우편번호: 678-800

## 관할 파출소 및 지구대
합천경찰서는 1개의 지구대와 6개의 파출소를 산하에 두고 있다.
| 명칭       | 사진 | 주소                    | 관할구역                               | 치안센터                                            |
| ---------- | ---- | ----------------------- | -------------------------------------- | --------------------------------------------------- |
| 동부지구대 |      | 초계면 초계중앙로 435-4 | 초계면, 청덕면, 쌍책면, 적중면, 덕곡면 | 청덕치안센터 쌍책치안센터 적중치안센터 덕곡치안센터 |
| 중부파출소 |      | 합천읍 충효로 106-5     | 합천읍, 대양면, 율곡면, 용주면         | 율곡치안센터 용주치안센터 대양치안센터              |
| 삼가파출소 |      | 삼가면 삼가1로 73       | 삼가면, 쌍백면                         | 쌍백치안센터                                        |
| 야로파출소 |      | 야로면 가야산로 343     | 야로면                                 |                                                     |
| 대병파출소 |      | 대병면 신성동길 20      | 대병면, 가회면                         | 가회치안센터                                        |
| 봉산파출소 |      | 봉산면 서부로 4337      | 봉산면, 묘산면                         | 묘산치안센터                                        |
| 가야파출소 |      | 가야면 가야시장로 19    | 가야면                                 |                                                     |